# نیروگاه کاواگوئه
نیروگاه کاواگوئه (به ژاپنی: 川越火力発電所) (ژاپن، در استان میه در شهر کاواگوئه، تأسیس ۱۹۸۹)، یکی از نیروگاه‌های کشور ژاپن و سومین نیروگاه بزرگ گازسوز جهان از نوع حرارتی با ظرفیت تولید ۴۸۰۲ مگاوات که شامل ۲ مجموعه نیروگاهیِ گازی و سیکل ترکیبی در زمینی به مساحت ۱۰۸ هکتار است.
نیروگاه گازی شامل ۲ واحد گازی ۷۰۰ مگاواتی با سیستم گرمایش مجدد دو مرحله‌ای فوق بحرانی با راندمان ۴۱٫۷ درصد است و نیروگاه سیکل ترکیبی شامل ۲ بلوک سیکل ترکیبی پیشرفته ۱۷۰۱ مگاواتی است. هر بلوک سیکل ترکیبی شامل ۷ واحد گازی ۱۵۸ مگاواتی و ۷ واحد بخار ۸۵ مگاواتی با راندمان بین ۴۸٫۵ تا ۵۳٫۹ درصد است.
سوخت تمام واحدها گاز طبیعی است.
واحدهای نیروگاه گازی در سال ۱۹۸۹ و ۱۹۹۰ و بلوک‌های سیکل ترکیبی در سال ۱۹۹۶ و ۱۹۹۷ به بهره‌برداری رسیدند.